# 布朗山布朗族乡
布朗山布朗族乡是中华人民共和国云南省西双版纳傣族自治州勐海县下辖的一个民族乡。
布朗山乡是中国最大的布朗族聚居地，约64%的人口是布朗族。

## 行政区划
布朗山布朗族乡下辖以下村级行政区划单位：
勐昂村、班章村、章家村、曼囡村、曼果村、新龙村和结良村。